# Yngwe Nyquist
Yngwe Nyquist, ursprungligen Yngvar Frej Nyqvist, född 3 april 1880 i Domkyrkoförsamlingen i Göteborg, död 11 november 1949 i Gustav Vasa församling i Stockholm, var en svensk skådespelare, opera- och operettsångare.  
Nyquist filmdebuterade 1913 i Georg af Klerckers kortfilm  Med vapen i hand och kom att medverka i drygt 70 filmproduktioner. Den sista filmen hade premiär året efter hans död. Nyquist är begravd på Skogskyrkogården i Stockholm.

## Filmografi (urval)
- 1913 – Med vapen i hand
- 1919 – Herr Arnes pengar
- 1919 – Ingmarssönerna
- 1920 – Klostret i Sendomir
- 1923 – Hårda viljor
- 1931 – Skepparkärlek
- 1931 – Trötte Teodor
- 1931 – Falska miljonären
- 1931 – Skepp ohoj!
- 1932 – Service de nuit
- 1932 – Värmlänningarna
- 1932 – Vi som går köksvägen
- 1932 – Lyckans gullgossar
- 1933 – En melodi om våren
- 1933 – Giftasvuxna döttrar
- 1934 – Uppsagd
- 1934 – Kungliga Johansson
- 1934 – Sången till henne
- 1935 – Kanske en gentleman
- 1936 – Johan Ulfstjerna
- 1937 – Adolf Armstarke
- 1937 – John Ericsson – segraren vid Hampton Roads
- 1937 – Familjen Andersson
- 1938 – Två år i varje klass
- 1938 – Dollar
- 1938 – En kvinnas ansikte
- 1939 – Melodin från Gamla Stan
- 1939 – Filmen om Emelie Högqvist
- 1939 – Landstormens lilla Lotta
- 1939 – Valfångare
- 1941 – En kvinna ombord
- 1941 – Dunungen
- 1942 – Sexlingar
- 1943 – Anna Lans
- 1944 – Excellensen
- 1945 – I som här inträden
- 1945 – Den allvarsamma leken
- 1946 – Begär
- 1947 – Maria
- 1950 – Två trappor över gården
- 1951 – Livat på luckan (klippfilm)
- 1952 – Snurren direkt (klippfilm)

## Teater

### Roller (urval)
| År   | Roll                              | Produktion                               | Regi           | Teater        |
| ---- | --------------------------------- | ---------------------------------------- | -------------- | ------------- |
| 1913 | Puh-Bah                           | Mikadon W.S. Gilbert och Arthur Sullivan | August Bodén   | Oscarsteatern |
| 1917 | Berg i Taninge                    | En piga bland pigor Ernst Fastbom        | Ernst Fastbom  | Vasateatern   |
| 1918 | Grosshandlarn Den gamle studenten | Tokstollar, revy Emil Norlander          |                | Södra Teatern |
| 1924 | Greve Barakoff                    | En gång om året Arthur Rebner            | Carl Barcklind | Folkteatern   |

## Radioteater

### Roller
| År   | Roll       | Produktion                        | Regi        |
| ---- | ---------- | --------------------------------- | ----------- |
| 1940 | Herr Björk | Den undrande skogen Arne Wahlberg | Ernst Hauke |